# Необуддизм
Необуддизм — обозначение течений, «включающих в себя элементы буддийского вероучения и практик, но не относящихся к религиозным формам, имеющим многовековую историю в традиционно буддийских странах». Необуддизм является частью новых религиозных движений. У необуддийских движений (Япония, США, Европа), как правило, отсутствует или ослаблена связь с традиционными буддийскими школами и направлениями.
При этом часть из них, особенно в Японии, как отмечал российский буддолог А. Игнатович, содержит все элементы буддийского учения с минимальным включением не-буддийских элементов, относящихся большей частью к социальной сфере, что связано с развитием и модернизацией, присущими общественным явлениям в двадцатом и двадцать первом веке.

## История
Появление необуддизма стало возможным благодаря интенсивной экспансии на Запад ряда буддийских школ в 1950 — 60-е годы.
Тхеравада, дзэн, буддизм Чистой Земли, школа Нитирэна и ваджраяна получили распространение в странах Запада. Это привело к появлению новых общин, таких как общины Оле Нидала, Согьяла Ринпоче, Тхить Нят Ханя, Сун Сана и большого количества других западных и восточных учителей. По мнению доктора исторических наук А. С. Агаджаняна, данные представители необуддизма, несмотря на своё стремление принадлежать традиционному буддизму, имеют существенные отличия от него. Также к необуддизму относят японское социально-религиозное движение Сока Гаккай и ряд других современных японских буддийских школ и движений.

## Отличия необуддизма от традиционного буддизма
«Ряд исследователей» называет необуддизм «буддизмом неофитов» и отличает его от традиционного буддизма «по рождению» (в данном случае речь идёт о странах традиционного распространения буддизма), распространяемого представителями восточных диаспор. Неофиты, указывают исследователи, принимают буддийское учение «сознательно». Также они более сильно устремлены к пониманию дхармы и отличаются «более свободным толкованием текстов и традиций». Одни практики, такие как медитации и пение мантр, выполняются ими очень прилежно, другие, такие как «поклонение образам Будды» и монашеские практики, не выполняются.
Часть движений, относимых религиоведами к необуддизму, могут быть привержены религиозному синкретизму, например, соединению с течением Нью Эйдж.
Кроме того, необуддизм часто использует медитационные практики в качестве средства психотерапии для избавление человека от эмоциональных проблем, имеет ярко выраженную «миссионерскую ориентацию» и большую степень вовлечённости в экологические и социальные процессы. Представители необуддизма часто более терпимы к небуддийским религиозным взглядам и менее жёстко организованы в группы и общины. Известным исключением из последних отличий являлась террористическая организация Аум синрикё, которая частично заимствовала учение необуддийской секты Агон-сю. Как правило, необуддийские «школы» в меньшей степени сосредоточены на ритуалах (вовсе не исключая их из своей практики), и в большей — на «теоретической» подготовке своих адептов, а также на развитых практиках медитации (в отличие от традиционных школ, где медитацией занимается лишь часть монахов, а миряне больше заняты исполнением ритуалов и благотворительностью с целью «улучшения кармы»). В некоторых случаях не очень просто провести грань между традиционным буддизмом и нео-буддизмом, например, это следует помнить, говоря о группах Оле Нидала, которые по сути являясь необуддийскими формированиями, имеют тем не менее в лице своего лидера формальное посвящение (от лам, исповедующих «традиционный буддизм») в практику и благословение нести Дхарму (буддийское учение) «на Запад».